# Springfield Township (comté de Kalkaska, Michigan)
Pour les articles homonymes, voir Springfield Township.
Springfield Township est un township du comté de Kalkaska, dans le Michigan, aux États-Unis.